# Старосинявська селищна територіальна громада
Старосинявська селищна громада — територіальна громада в Україні, у Хмельницькому районі Хмельницької області. Адміністративний центр — селище Стара Синява.
Площа громади — 662,22 км², населення — 19 875 мешканців (2018).
Утворена 13 серпня 2015 року шляхом об'єднання всіх сільських і селищних рад Старосинявського району.
Громада займає всю територію колишнього Старосинявського району.
19 липня 2020 року, в результаті адміністративно-територіальної реформи та ліквідації Старосинявського району, громада увійшла до складу новоутвореного Хмельницького району.

## Населені пункти
До складу громади входять 45 населених пунктів — 1 селище і 44 села:
| Населений пункт   | Населення (2015) |
| ----------------- | ---------------- |
| Стара Синява      | 5448             |
| Пасічна           | 1485             |
| Заставці          | 1015             |
| Нова Синявка      | 928              |
| Паплинці          | 787              |
| Адампіль          | 782              |
| Залісся           | 556              |
| Бабине            | 532              |
| Олексіївка        | 518              |
| Гречана           | 505              |
| Цимбалівка        | 452              |
| Пилява            | 445              |
| Пилявка           | 423              |
| Мисюрівка         | 403              |
| Паньківці         | 398              |
| Йосипівка         | 397              |
| Мшанець           | 378              |
| Іванківці         | 375              |
| Харківці          | 373              |
| Щербані           | 316              |
| Лисанівці         | 312              |
| Сьомаки           | 310              |
| Уласово-Русанівка | 272              |
| Буглаї            | 269              |
| Липки             | 253              |
| Пишки             | 230              |
| Івки              | 218              |
| Дашківці          | 194              |
| Ілятка            | 194              |
| Перекора          | 191              |
| Чехи              | 190              |
| Подоляни          | 184              |
| Яблунівка         | 177              |
| Миколаївка        | 159              |
| Теліжинці         | 153              |
| Гончариха         | 148              |
| Ожарівка          | 140              |
| Дубова            | 125              |
| Карпівці          | 95               |
| Травневе          | 94               |
| Рідкодуб          | 80               |
| Красносілка       | 79               |
| Олександрівка     | 69               |
| Хутір Дашківський | 28               |
| Вишневе           | 8                |

## Старостинські округи[6]
- Адампільський
- Бабинський
- Залісянський
- Заставецький
- Івківський
- Йосипівський
- Лисанівецький
- Новосинявський
- Ожарівський
- Паплинецький
- Пасічнянський
- Пилявківський
- Пилявський
- Сьомаківський
- Цимбалівський